# سیارک ۸۹۳۱
سیارک ۸۹۳۱ (به انگلیسی: 8931 Hirokimatsuo، نامگذاری:1997AC4) هشت هزار و نهصد و سی و یکمین سیارک کشف شده‌است که در ۶ ژانویه ۱۹۹۷ کشف شد.
قدر مطلق سیارک برابر ۲۱.۴ است.